# کرتگل
کرتگل، روستایی در دهستان جوانمردی بخش مرکزی شهرستان خانمیرزا در استان چهارمحال و بختیاری ایران است این روستا که در اوایل خود با اسم ارمند چی و بعد از مدت ها به کرتگل ثبت رسیده در این روستا که در بخش حاصلخیزی قرار دارد و آب هوای این روستا معتدل است و زبان این روستا لری و بختیاری است .

## جمعیت
بر پایه سرشماری عمومی نفوس و مسکن در سال ۱۳۹۵، جمعیت این روستا برابر با ۱۶۶ نفر (۴۶ خانوار) بوده‌است.